# Лукава, Георгий Григорьевич
Георгий Григорьевич Лукава (22 августа 1925 — 2004) — советский и российский военный, учёный, политический деятель, депутат Государственной Думы ФС РФ первого созыва (1993—1995)

## Биография
Родился 22 сентября 1925 года в Тбилиси. Участник Великой Отечественной войны. Служил в 415-м зенитном артиллерийском полке. Принимал участие в битве за Кавказ. Закончил военно-политическую академию имени Фрунзе в 1958 году. Работал лектором и преподавал в ВПА. С 1987 года работал зав кафедрой социальных и гуманитарных наук Университета гражданской авиации. Был членом РКП.
В 1993 году избран депутатом Государственной думы Федерального Собрания Российской Федерации первого созыва. В Государственной думе был членом комитета по делам общественных объединений и религиозных организаций, входил во фракцию ЛДПР.
Будучи старейшим по возрасту депутатом Государственной думы I созыва (68 лет), открывал первое заседание нового российского парламента 11 января 1994 года.
Умер в 2004 году.